# Niels Bohr
Niels Henrik David Bohr, IPA: [ˈnels ˈboɐ̯ˀ] (ur. 7 października 1885 w Kopenhadze, zm. 18 listopada 1962 tamże) – duński fizyk.
W roku 1922 otrzymał nagrodę Nobla w dziedzinie fizyki za „badania struktury atomów oraz emitowanego przez nie promieniowania”.
Jego prace naukowe przyczyniły się do zrozumienia budowy atomu oraz rozwoju mechaniki kwantowej. W co najmniej jednym z rankingów fizyków znalazł się w pierwszej dziesiątce wszech czasów.

## Życiorys

### Życie prywatne
Urodził się w Kopenhadze jako syn Christiana Bohra, profesora fizjologii Uniwersytetu Kopenhaskiego, i Ellen Adler, pochodzącej z bogatej żydowskiej rodziny aktywnej w duńskich kołach finansowych i politycznych. Jego młodszy brat Harald był znanym matematykiem oraz piłkarzem (reprezentował Danię na igrzyskach w Londynie w 1908). Początkowo bracia grali nawet razem w drużynie akademickiej Akademisk Boldklub.
W 1910 roku Niels poznał Margrethe Nørlund, z którą wziął ślub w 1912. Małżeństwo miało sześciu synów, z których jeden, fizyk jądrowy Aage Niels (1922–2009), także otrzymał nagrodę Nobla (1975). Najstarszy syn Bohrów, Christian (ur. 1916), utonął w 1934 w wypadku żeglarskim, a najmłodszy, Harald urodzony w 1928, zmarł w wieku 10 lat po przebyciu we wczesnym dzieciństwie ciężkiego zapalenia opon mózgowych.

### Dokonania naukowe
Uzyskał stopień doktora na Uniwersytecie w Kopenhadze w 1911 roku. W Manchesterze podjął pod nadzorem Ernesta Rutherforda pracę nad teorią budowy atomu, opierając się na teoriach Rutherforda. W 1913 roku opublikował pracę, w której opisał swój model budowy atomu wodoru, oparty na pewnych postulatach:
- moment pędu elektronu jest równy {\displaystyle n\hbar } (h kreślone – stała Plancka h podzielona przez 2π). Tylko na orbicie zgodnej z tym postulatem elektron nie promieniuje.
- różnica energii elektronu na dwóch sąsiednich orbitach jest równa iloczynowi stałej Plancka oraz częstotliwości fali promieniowania. Postulat ten tłumaczy tzw. widmo atomowe.

Dalsze orbity zawierają więcej elektronów niż bliższe, co tłumaczy chemiczne własności pierwiastków. Elektron może przemieszczać się pomiędzy poszczególnymi orbitami dzięki emisji lub pochłanianiu fotonów. Postulaty Bohra stały się podstawą mechaniki kwantowej.
W roku 1916 Bohr został profesorem na Uniwersytecie w Kopenhadze, a w 1920 – kierownikiem nowo stworzonego Instytutu Fizyki Teoretycznej. 
Bohr był orędownikiem najbardziej egzotycznych idei mechaniki kwantowej, czyli zjawiska dualizmu korpuskularno-falowego oraz zasady nieoznaczoności. Razem z Maxem Planckiem prowadzili na ten temat ożywione dyskusje z Albertem Einsteinem, który był zwolennikiem teorii w duchu mechaniki klasycznej.
Zmarł w Kopenhadze 18 listopada 1962 roku.
Dla uczczenia wkładu Bohra w fizykę pierwiastek o liczbie atomowej 107 otrzymał nazwę bohr.

### Spotkanie Bohra z Heisenbergiem
Jeden ze studentów Bohra, Werner Heisenberg, podczas wojny kierował niemieckim projektem budowy bomby atomowej. W 1941 roku, kiedy Dania była okupowana przez Niemcy, Heisenberg odwiedził Bohra w Kopenhadze, dzięki czemu ten posiadł pewną wiedzę na temat niemieckich planów. W roku 1943 Bohr uciekł do Szwecji, aby uniknąć aresztowania przez Gestapo. Potem przedostał się do Londynu, a stamtąd udał się do Stanów Zjednoczonych. Brał udział w pracach nad projektem Manhattan, jednak nie wniósł większego wkładu do pracy, bo miał moralne wątpliwości, czy należy budować broń masowego rażenia (tzw. bomba atomowa). Kiedy wrócił po wojnie do Kopenhagi, był orędownikiem pokojowego wykorzystania energii atomowej.
Informacje dotyczące prywatnej rozmowy Bohra z Heisenbergiem są sprzeczne. Wiadomo, że Heisenberg przebywał w Kopenhadze przez tydzień na konferencji astrofizycznej, na której Bohr, pomimo zaproszenia, nie pojawił się. W trakcie wizyty w posiadłości państwa Bohrów miała miejsce jedna bezpośrednia rozmowa między uczonymi. Nie wiadomo nawet dokładnie, czy rozmowa toczyła się podczas spaceru w pobliżu posiadłości Bohra (jak twierdził Heisenberg) czy też w gabinecie Bohra (jak twierdził potem m.in. sam Bohr). W jednym z wywiadów Heisenberg stwierdził, że chciał z Bohrem zawrzeć pakt o zaprzestaniu przez naukowców prac nad bombą atomową po obu stronach konfliktu. Powiedział też, iż niemieccy naukowcy robili wszystko, by skierować prace tylko w kierunku produkcji energii atomowej i nie wytwarzać broni. Bohr zaprzeczył tym twierdzeniom. Potwierdził przekazanie przez Heisenberga informacji o niemieckiej pracy nad energią atomową, ale stwierdził też, że Heisenberg uważał Niemców za przyszłych zwycięzców wojny. Bohr zaprzeczył istnieniu jakiegokolwiek paktu.
Zainspirowany tą historią pisarz Michael Frayn napisał sztukę Kopenhaga, która w fabularyzowany sposób przedstawiała prawdopodobny przebieg spotkania obu naukowców. Sztuka ta została wiele razy wystawiona w amerykańskich teatrach. W 2002 roku na jej podstawie powstał film o tym samym tytule.

## Odznaczenia
- Order Słonia[8]

Herb Nielsa Bohra otoczony wstęgą i łańcuchem Orderu Słonia

- Komandor 1 Klasy Orderu Danebroga[8]
- Odznaka Honorowa Orderu Danebroga[8]
- Złoty Medal Zasługi[8]
- Kawaler 1 Klasy Orderu Świętego Olafa[8]
- Order Świętego Skarbu 2 Klasy[8]
- Oficer Orderu Legii Honorowej[8]
- Medal Copleya
- Pour le Mérite za Naukę i Sztukę (1954)[9]
- W 1923 został członkiem zagranicznym Królewskiej Holenderskiej Akademii Sztuk i Nauk[10].
- W 1959 r. został członkiem zagranicznym PAN[11].